# Джеймс Шорт

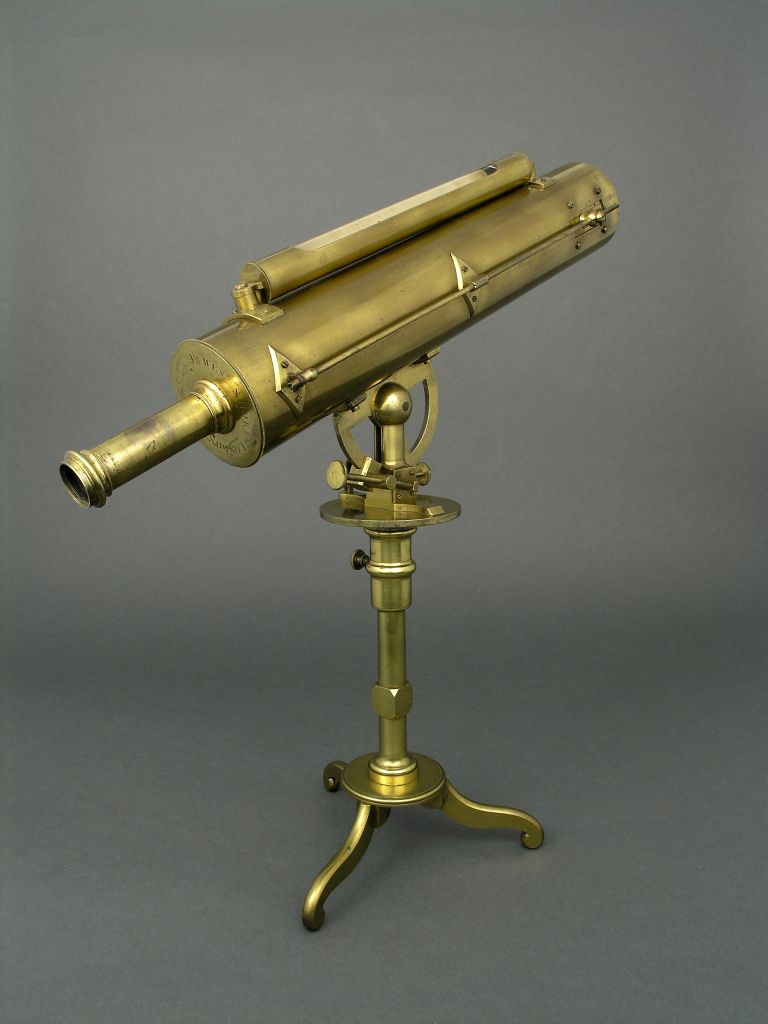
Латунний телескоп, виготовлений Шортом, зараз у колекції Thinktank, Бірмінгемський музей науки.

Джеймс Шорт (нар. 10 червня 1710, Единбург, Шотландія — пом. 14 липня 1768, Лондон) — британський математик, оптик і виробник телескопів. За свою 35-річну кар'єру виготовив понад 1360 наукових інструментів.

## Біографія

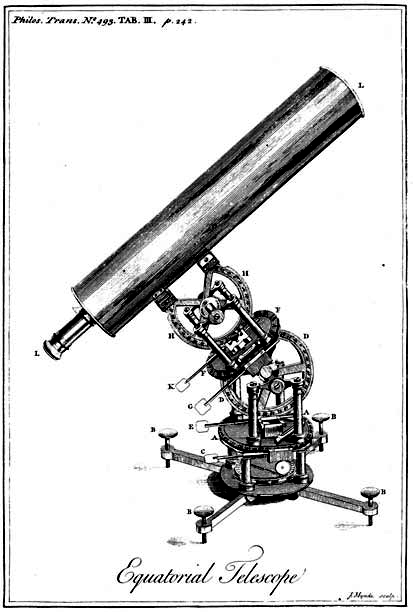
Рефлекторний телескоп Джеймса Шорта

Залишившись сиротою в ранньому віці, він вступив до Королівської середньої школи, а в 1726 році — до Единбурзького університету, щоб вивчати там теологію. Однак на Джеймса Шорта звернув увагу професор математики Колін Маклорен (1698—1746) та заохотив його спеціалізуватися на виробництві дзеркал для телескопів. З 1732 року Маклорен передав йому свої приміщення для оптичних експериментів і будівництва рефлекторних телескопів.
У 1738 році, коли Шорт став членом Королівського товариства, він оселився в Лондоні. У 1753 році він закінчив престижний університет Сент-Ендрюс і заснував там Единбурзьке філософське товариство. У 1757 році він був призначений королівським членом-кореспондентом Шведської академії наук. Наприкінці свого життя († 1768 р. у Лондоні) Шорт міг озиратися на видатну професійну кар'єру.

## Майстер телескопів
Шорт мав на меті вдосконалити телескоп типу Грегорі і спочатку використовував скло для дзеркал, як рекомендував у той час Джеймс Грегорі. Однак пізніше — і після обміну досвідом із Джоном Маджем (1721—1793) — він використовував лише металеві дзеркала, які на той час виготовлялися зі спекулуму — сплаву міді та олова. Це нарешті дало йому змогу відшліфувати головне дзеркало як параболоїд, а вторинне — як еліпсоїд. Висока чіткість зображення його виробів незабаром зробила їх відомими по всій Європі; він побудував майже 1400 телескопів, 110 з яких збереглися до наших днів.
Його великий 18-дюймовий телескоп для іспанського короля (1752) став відомим у Європі. Більшість його менших дзеркал мали співвідношення діафрагми від 1:4 до 1:6 і фокусну відстань від 6 до 12 футів. Однак 9-дюймовий ньютонівський телескоп зі співвідношенням сторін 1:8 для Гринвіцької обсерваторії пізніше був перевершений подібним інструментом від Гершеля.

## Астрономічні праці
Шорт спілкувався з Королівським товариством щодо багатьох спостережень, наприклад щодо полярних сяйв, затемнень і покрить. У 1740 році він побачив супутник Венери в тій же світловій фазі, що й планета, але це явище залишалося загадкою. На підставі своїх вимірювань проходження Венери в 1761 році та інших вимірювань у Європі та Південній Африці він обчислив паралакс Сонця, який дорівнює 8,65 дюйма, що довгий час використовувався як еталон. За чотирма проходженнями Меркурія він визначив різницю астрономічної довготи між Гринвічем і Парижем. Від нього також можна простежити новий тип екваторіала.
1935 року його іменем назвали місячний кратер Шорт, а у 2022 році — астероїд 5627 Шорт.

## Обсерваторія Шорта
У 1776 році брат Джеймса Томас Шорт повернувся до Единбурга, взявши з собою свій великий 12-футовий рефлекторний телескоп (фокусна відстань 3,7 м), щоб створити там комерційну обсерваторію. Але сталося інакше: у 1736 році единбурзький математик і геодезист Колін Маклорен зібрав гроші на університетську обсерваторію. Кошти залишилися невикористаними внаслідок повстання якобітів у 1745 році, і їх виділили на будівництво обсерваторії на Калтон-Гілл у місті.
Обсерваторію Шорта побудував Джеймс Крейг як неокласичну фортецю і вона стала першою будівлею обсерваторії того типу, який пізніше стали називати міською обсерваторією. Проте з фінансових причин була побудована лише перша із запланованих веж. Томас Шорт керував обсерваторією до своєї смерті в 1788 році. Пізніше була побудована друга обсерваторія в районі нинішньої будівлі Playfair.